# Tetracheilostoma carlae
Tetracheilostoma carlae is een niet-giftige slang uit de familie draadwormslangen (Leptotyphlopidae) en de onderfamilie Epictinae.

## Naam en ontdekkingsgeschiedenis
De wetenschappelijke naam van de soort werd voor het eerst voorgesteld in 2008 door Blair Hedges. De soortaanduiding carlae is een eerbetoon aan de vrouw van Hedges, Carla. De slang werd oorspronkelijk beschreven onder de naam Leptotyphlops carlae.
Exemplaren van Tetracheilostoma carlae waren al opgenomen in collecties van verschillende musea maar bleken verkeerd gedetermineerd als andere soorten. Naast deze soort ontdekte Hedges in de Caraïben zo'n 65 nieuwe soorten reptielen en amfibieën, waaronder een andere draadwormslang die zo'n 5 millimeter langer wordt. Het ontdekken van een nieuwe slangensoort komt vaker voor, zo werd in 2005 de soort Enhydris gyii ontdekt in de regenwouden van Borneo.

## Uiterlijke kenmerken
Tetracheilostoma carlae heeft een bruine lichaamskleur met twee gele lengtestrepen. De slang wordt ongeveer 10 centimeter lang en heeft een doorsnede van enkele millimeters. Hiermee is Tetracheilostoma carlae voor zover bekend de kleinste slangensoort ter wereld. De slang heeft in vergelijking met verwante soorten een afwijkend kleurpatroon en schubbenstructuur, ook zijn er genetische verschillen met verwante slangen.
De reden van het zeer kleine lichaam heeft waarschijnlijk te maken met de geografische isolatie van het eiland. Op Barbados komen bijvoorbeeld geen roofzuchtige duizendpoten voor, waardoor de slang deze ecologische niche heeft ingevuld. Een dergelijke vorm van dwergvorming komt ook voor bij sommige kogelvingergekko's.

## Levenswijze
De eerste levende exemplaren, twee vrouwtjes, werden in 2006 ontdekt onder een steen in een bos aan de oostzijde van Barbados, een eiland behorend tot de Caraïben. De precieze habitat is echter niet bekend. Net als andere ijzerslangen is de soort een bodembewoner die niet klimt, op het menu staan termieten en termietenlarven. Het ei is langgerekt, de slang legt per keer maar één ei. Het ei is echter relatief groot, waardoor het pasgeboren juveniel al de helft zo lang is als de ouderdieren.
Vanwege het kleine verspreidingsgebied is de soort kwetsbaar. Omdat Barbados voor 95% is ontbost, werd gevreesd dat de slang kort na zijn wetenschappelijke beschrijving al kon uitsterven. De soort werd al als verloren beschouwd toen hij nogmaals werd waargenomen in 2025.

## Verspreiding en habitat
De soort komt voor in delen van het Caribisch Gebied en leeft endemisch op Barbados, een eiland dat behoort tot de Bovenwindse Eilanden van de Kleine Antillen. De habitat bestaat uit droge tropische en subtropische bossen. De soort is aangetroffen op een hoogte van ongeveer 100 tot 280 meter boven zeeniveau.

## Beschermingsstatus
Door de internationale natuurbeschermingsorganisatie IUCN is de beschermingsstatus 'ernstig bedreigd' toegewezen (Critically Endangered of CR).